# Sala dei concerti di Stoccolma
La Sala dei concerti (in svedese: Konserthuset) è il principale teatro per la musica orchestrale di Stoccolma in Svezia. L'edificio, costruito tra il 1924 e il 1926 e progettato dall'architetto Ivar Tengbom, ha una capacità di 1776 posti. Oltre ad ospitare l'Orchestra filarmonica reale svedese (Kungliga Filharmoniska Orkestern), la sala è anche il luogo ove annualmente si svolgono le cerimonie di premiazione del premio Nobel e del Polar Music Prize.
L'interno è stato concepito dalla designer Ewald Dahlskog, mentre pareti e soffitto della sala minore, note ora come Grünewald Hall, sono opera del pittore Isaac Grünewald. All'esterno vi è una fontana in bronzo, l'Orfeus-Brunnen ("Gruppo di Orfeo"), realizzata dallo scultore Carl Milles.

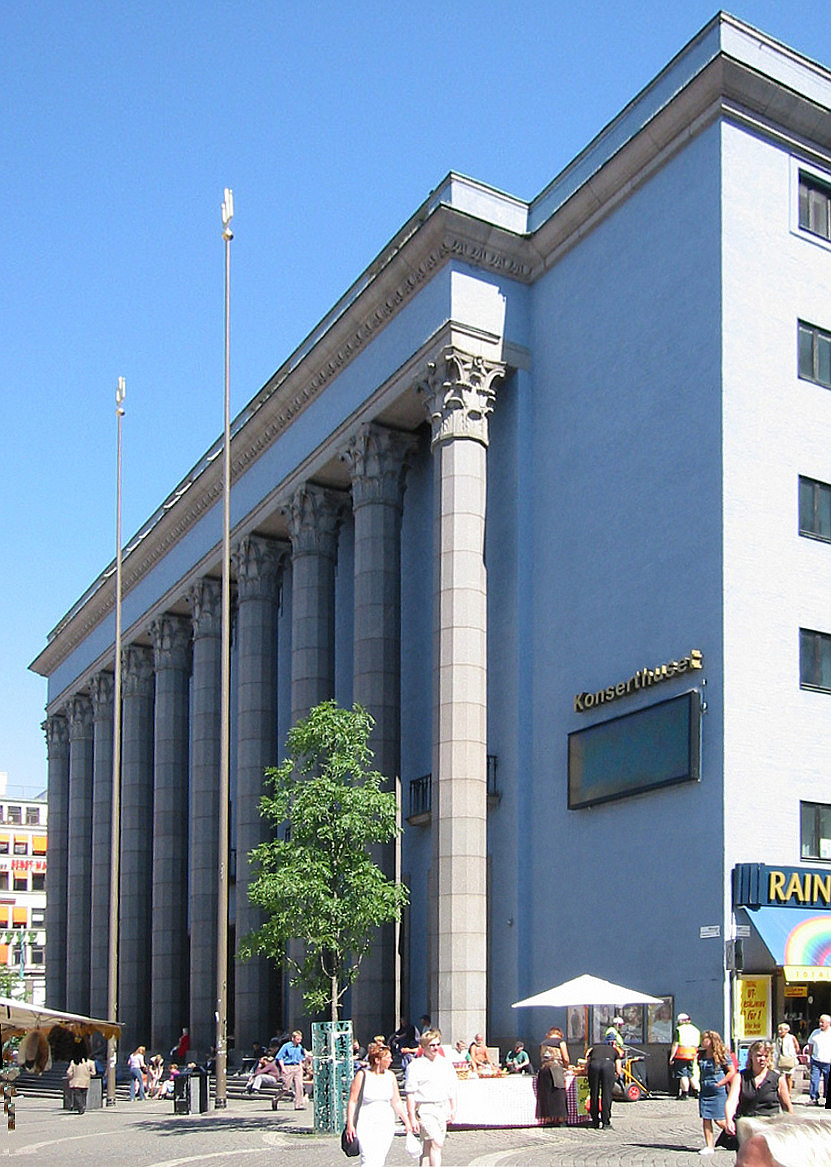
Stockholm Concert Hall
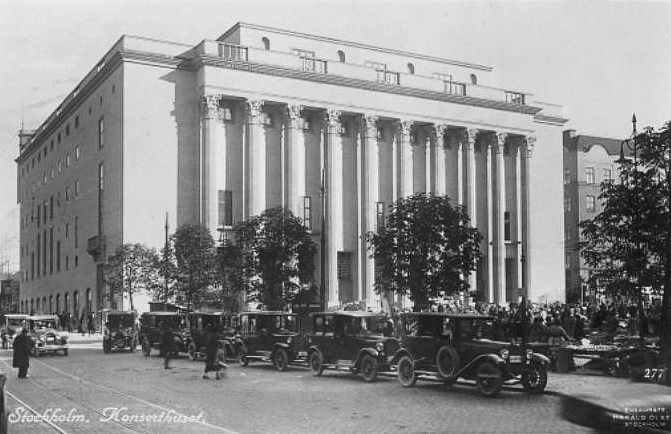
Foto storica del 1926
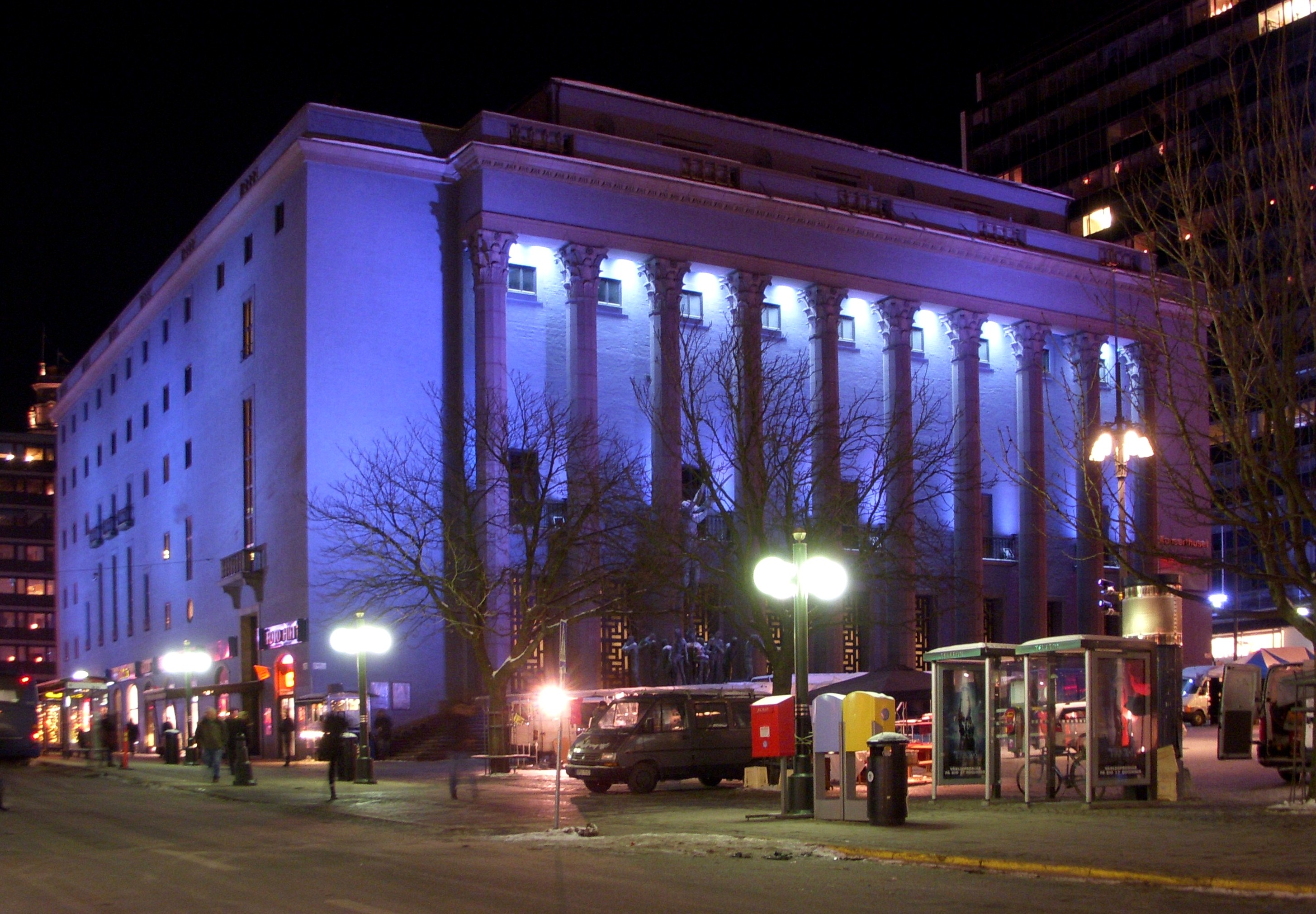
Foto durante la cerimonia del Nobel del 2010
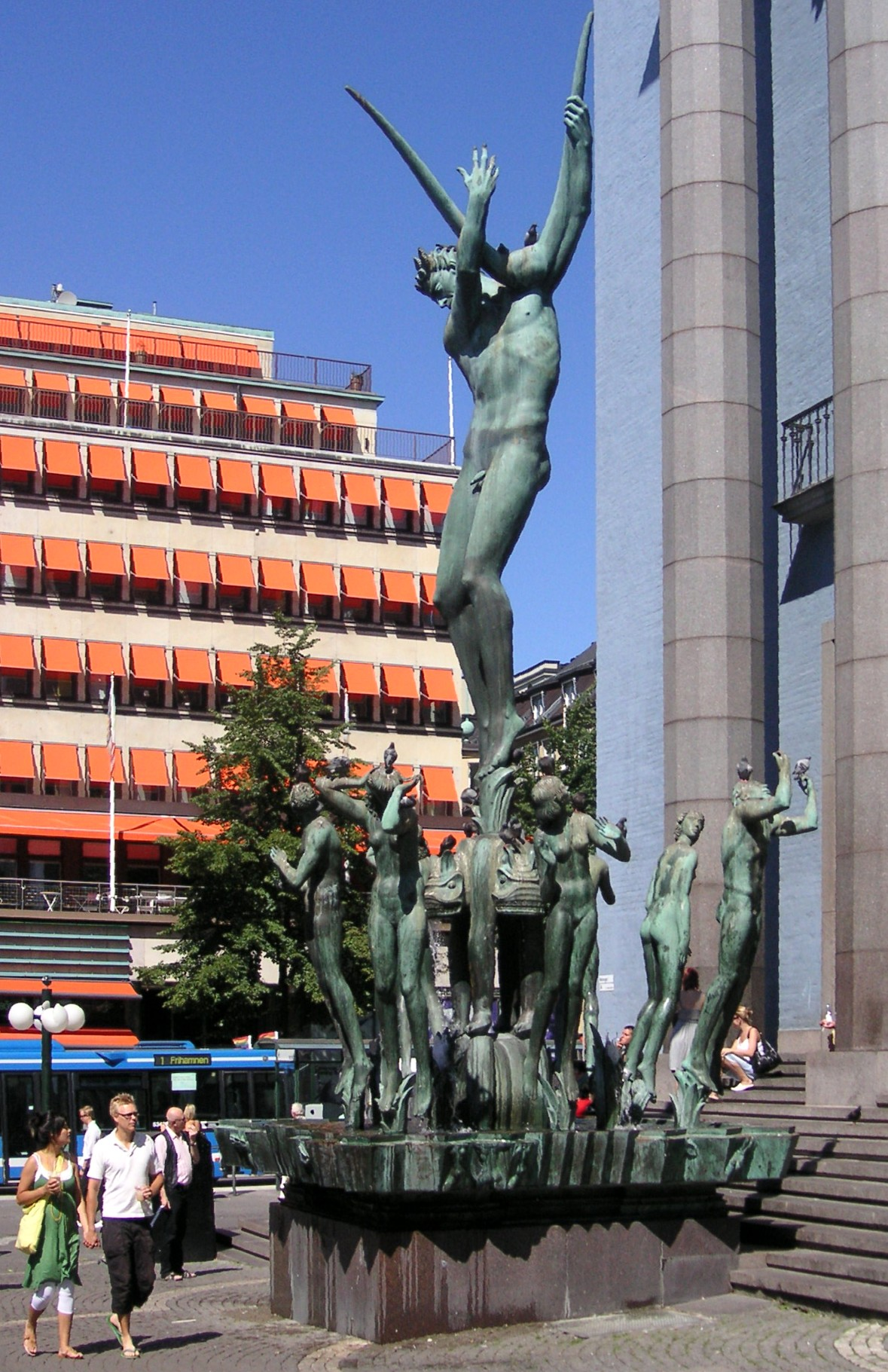
Fontana esterna Orfeus-brunnen